# James Wilkinson (regatista)
James Wilkinson (Howth, 28 de febrero de 1951) es un deportista irlandés que compitió en vela en la clase Flying Dutchman. Participó en dos Juegos Olímpicos de Verano en los años 1976 y 1980, obteniendo una medalla de plata en Moscú 1980 en la clase Flying Dutchman.

## Palmarés internacional
| Juegos Olímpicos | Juegos Olímpicos | Juegos Olímpicos | Juegos Olímpicos |
| Año              | Lugar            | Medalla          | Clase            |
| ---------------- | ---------------- | ---------------- | ---------------- |
| 1980             | Moscú (URSS)     | Medalla de plata | Flying Dutchman  |